# Кубок світу з біатлону 2020—2021 — етап 8
Восьмий етап Кубка світу з біатлону 2020—21 відбувався в Новому-Месті-на-Мораві, Чехія, з 4 по 7 березня 2021 року. До програми етапу було включено 6 гонок: спринти та гонки переслідування, а також естафети у чоловіків і жінок.

## Переможці та призери

### Чоловіки
| Гонка:                 | Золото:                                                         | Час                                           | Срібло:                                                           | Час                                                       | Бронза:                                                             | Час                               |
| Спринт 10 км           | Сімон Детьє Франція                                             | 22:58.0 (0+0)                                 | Себастьян Самуельссон Швеція                                      | 23:00.4 (0+0)                                             | Арнд Пайффер Німеччина                                              | 23:02.4 (0+0)                     |
| Переслідування 12,5 км | Тар'єй Бо Норвегія                                              | 28:17.3 (1+0+0+0)                             | Йоганнес Тінгнес Бо Норвегія                                      | 28:25.5 (2+0+0+0)                                         | Сімон Детьє Франція                                                 | 28:28.8 (0+2+0+0)                 |
| Естафета 4х7,5 км      | Німеччина Ерік Лессер Бенедикт Долль Арнд Пайффер Філіпп Наврат | 1:12:28.1 (0+0) (0+2) (0+0) (0+1) (0+1) (0+0) | Росія Саїд Халілі Матвій Єлісєєв Олександр Логінов Едуард Латипов | 1:13:49.8 (0+3) (0+0) (0+0) (0+0) (0+2) (0+3) (0+0) (0+0) | Норвегія Стурла Легрейд Йоганнес Дале Тар'єй Бо Йоганнес Тінгнес Бо | 1:14:01.3 (0+0) (0+0) (0+0) (1+3) |

### Жінки
| Гонка:               | Золото:                                                           | Час                                                       | Срібло:                                                             | Час                                           | Бронза:                                                         | Час                                                       |
| Спринт 7,5 км        | Тіріль Екгофф Норвегія                                            | 18:48.4 (1+0)                                             | Юлія Джима Україна                                                  | 18:57.7 (0+0)                                 | Ліза Вітоцці Італія                                             | 19:03.4 (0+0)                                             |
| Переслідування 10 км | Тіріль Екгофф Норвегія                                            | 27:28.0 (0+0+1+2)                                         | Деніз Геррманн Німеччина                                            | 27:52.0 (1+0+0+0)                             | Марте Ольсбу-Рейселанн Норвегія                                 | 27:57.9 (0+1+1+1)                                         |
| Естафета 4х6 км      | Швеція Мона Брорссон Ганна Еберг Лінн Перссон Ельвіра Карін Еберг | 1:03:26.6 (0+1) (0+0) (0+2) (0+0) (0+1) (0+0) (0+0) (0+2) | Білорусь Ірина Кривко Дінара Алімбекова Ганна Сола Олена Кручінкіна | 1:03:27.8 (0+0) (0+1) (0+3) (0+2) (0+1) (0+1) | Франція Анаїс Бескон Жустін Бреза-Буше Клое Шевальє Жулья Сімон | 1:03:54.4 (0+0) (0+1) (0+1) (0+0) (1+3) (0+0) (0+3) (0+0) |